# Livre d'Isaïe
Le Livre d'Isaïe, ou Livre d'Ésaïe, est un livre du Tanakh (l'Ancien Testament pour le christianisme), qui aborde la déportation du peuple juif à Babylone, puis son retour et la reconstruction du Temple de Jérusalem sur l'ordre du roi achéménide Cyrus II. Isaïe est le premier des grands prophètes inclus dans les Nevi'im.

## Contexte historique

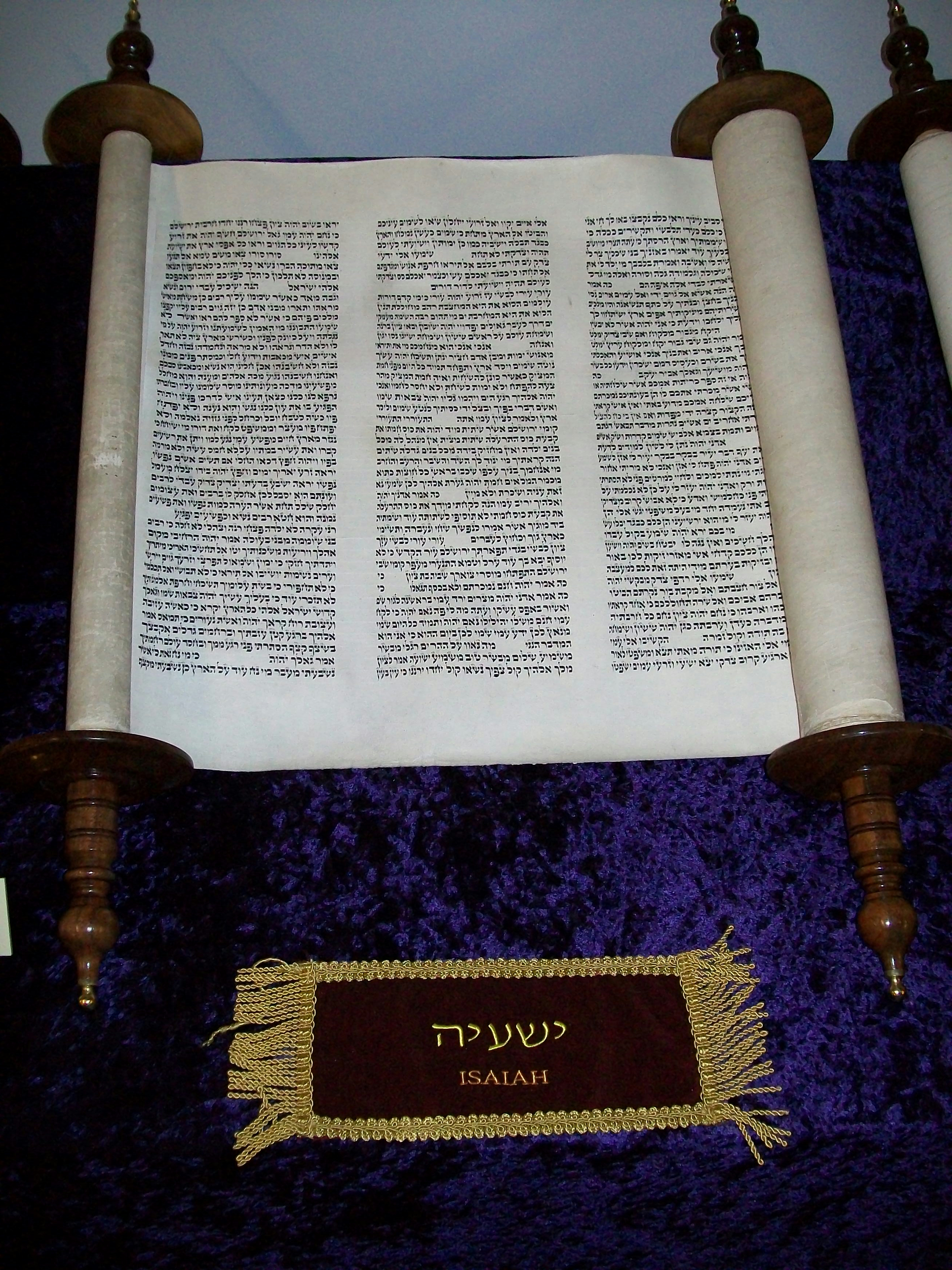

Le livre se présente sous le nom d'Isaïe, un personnage ayant vécu aux alentours du VIIIe siècle av. J.-C. sous les règnes d'Ozias, de Jotham, d'Achaz et d'Ézéchias.
La grande majorité des études bibliques, depuis Albert Condamin, considèrent le Livre d'Isaïe comme l'œuvre de plusieurs auteurs. La meilleure preuve se trouve au début du chapitre 40, où commence l'œuvre dite du « Deutéro-Isaie » : sans aucune transition apparente, on est transporté du VIIIe siècle av. J.-C. à la période de l'Exil (VIe siècle av. J.-C.). Il n'est alors plus question d'Isaïe, et l'Assyrie est remplacée par Babylone, dont le nom est souvent mentionné, ainsi que celui du roi des Mèdes et des Perses, Cyrus II, vainqueur de Babylone et artisan du retour des juifs dans leur pays (41,2; 44,28; 45,1). Depuis les travaux de Claus Winstermann, qui confirment la thèse de Bernhard Duhm (1892),, les exégètes parlent désormais du « Trito-Isaïe » pour les chapitres 56 à 66.
Les chapitres 40 à 66 ne sont pas les seuls à être certainement postérieurs à l'époque d'Isaïe. En effet, les chapitres 36 à 39 sont une reprise, avec d'importantes différences, d'un texte historique qui se trouve aussi dans le second livre des Rois (2 Rois 18,13 - 20,19). Les chapitres 34 et 35 portent un cachet exilique et s'apparentent à l'œuvre du Deutéro-Isaïe. Enfin, l'ensemble constitué par les chapitres 24 à 27, couramment appelé « l'Apocalypse d'Isaïe », est fort loin de la mentalité et des représentations du VIIIe siècle av. J.-C. À l'intérieur des ensembles habituellement rattachés au prophète lui-même (1-12 ; 13-23 ; 28-33), un certain nombre de fragments sont datés d'une époque postérieure.

## Plan et contenu

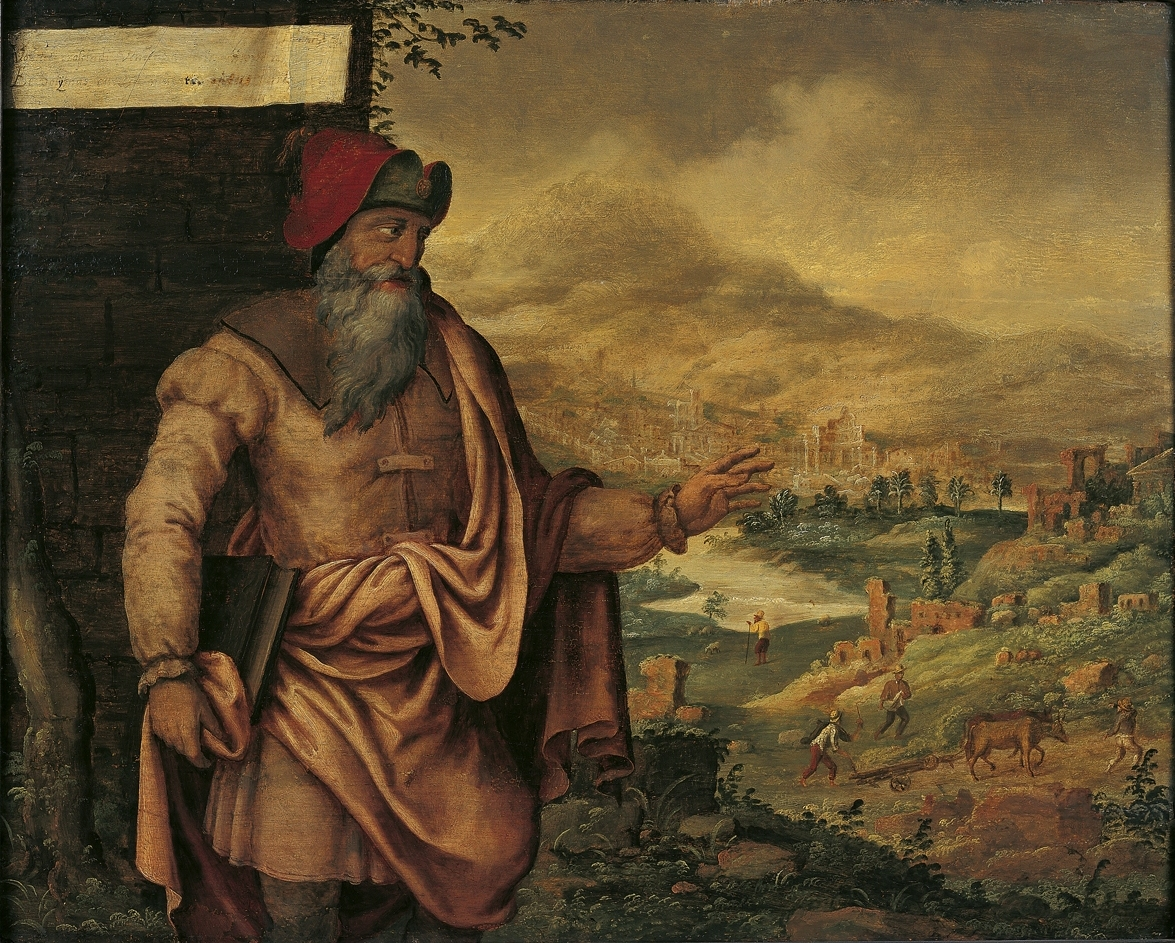
Le Prophète Isaïe prédisant le retour d'exil, par Maarten van Heemskerck (1560-1565).

Depuis le commentaire que Johann Christoph Döderlein publia en 1775, il est généralement admis que ce volume comprend deux œuvres différentes, celle d'Isaïe (Iesha‘yahou) lui-même (chapitres 1 à 39), et celle du « Second Isaïe » (ou Deutéro-Isaïe), œuvre anonyme écrite vers 550-540 (chapitres 40 à 66). La présentation de ces deux auteurs en un seul volume existait déjà au IIe siècle av. J.-C. Les traditions juive et chrétienne concordent sur un point : toutes deux ont enseigné que le Livre d'Isaïe est l’œuvre d’un seul homme. Cependant, l’hypothèse de Doederlein, reprise en 1780 par Johann Benjamin Koppe et avancée dès le XIIe siècle en Espagne par Abraham ibn Ezra, est admise par la majorité des chercheurs actuels,,.
Dans sa totalité, le Livre d'Isaïe est considéré comme l'un des livres prophétiques, sinon le livre prophétique, qui aborde le plus de thèmes différents. Il contient un long développement sur chacun d'eux : le monothéisme, la fin de l'exil babylonien, la chute de Babylone et de Tyr, le messianisme royal et la fin des temps.

### Isaïe 1 à 39 ou le «Proto-Isaïe»
La première partie de l'ouvrage (ch. 1 à 39) contient des oracles habituellement attribués au prophète du VIIIe siècle av. J.-C. Cette longue section peut être divisée en quatre développements, qui s'enchaînent dans une dynamique qui va progressivement du péché et du malheur à un avenir radieux :
1. Le péché et le malheur de Juda et de Jérusalem (ch. 1 à 12) : Les sacrifices idolâtres du peuple irritent Dieu ; Ce peuple se rend coupable d’oppressions, d’injustices et de meurtres. Il sera puni par des hommes sans foi ; les choses indispensables à la vie (le pain et l’eau) ainsi que la stabilité sociale seront retirées. Damas et Samarie seront ravagées par l’Assyrie qui, à son tour, sera punie pour son insolence. L'Égypte et l'Éthiopie seront humiliées par les Assyriens et emmenées en exil. Les Mèdes participeront à la chute de Babylone. La ville de Tyr sera abaissée et oubliée pendant 70 ans. Une jeune pousse de la souche de Jessé deviendra un chef qui aura l’esprit de Dieu ; il s'agit du Messie (Isaïe 11:10) ;
2. Le malheur du monde païen (ch. 13 à 27) ;
3. Deuil, puis triomphe d'Israël, de Juda et de Jérusalem (ch. 28 à 35). Cette partie est caractérisée par une série d'oracles de deuil commençant par le cri hôy, « hélas », prononcé dans le cadre des funérailles. Les discours semblent se rapporter à l'époque des années 705-701, quand Juda avait pris la tête d'une coalition anti-assyrienne soutenue par l'Égypte ;
4. Les chapitres 36 à 39 forment un récit identique - pour l'essentiel - à celui de 2 Rois, chapitres 18 à 20.

Le Livre d'Isaïe est le seul livre biblique où Lilith est expressément désignée au chapitre 34, verset 14.

### Isaïe 40 à 55 ou le «Deutéro-Isaïe»
Cette œuvre qui s'ouvre par l'invitation « Consolez, consolez mon peuple » (40,1) a reçu le nom de « Livre de la consolation d’Israël ». Le ton est très différent de la première partie car il se consacre davantage à l’attachement indéfectible de YHWH pour les siens ; l’ensemble placé sous le signe de promesses de bonheur. Quatre pièces appelées traditionnellement « Cantiques du Serviteur » (42,1-9 ; 49, 1-7 ; 50,4-11 ; 52,13-53,12) brossent le portrait d’un homme admirable, qui en vient à accepter la souffrance et même la mort pour en sauver d’autres. L’architecture de cette partie reste assez anarchique.
Le philosophe Jean Soler voit dans cette œuvre les plus anciennes formulations du monothéisme stricto sensu.

### Isaïe 56 à 66 ou le «Trito-Isaïe»

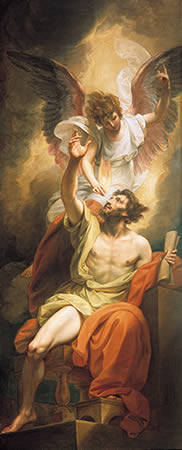
Benjamin West, Les Lèvres d'Isaïe purifiées par le feu.

La dernière partie du livre a pour élément central l'évocation de Sion comme centre de pèlerinage des nations (ch.60 à 62), la même perspective universaliste se faisant jour dans le cadre formé par les sections 56,1-8 et 66,18-24. Un bon nombre de thèmes déjà proposés dans les parties antérieures, en particulier 1,1-2,5 et 40-55, sont repris et développés avec des accents nouveaux, dans la perspective du triomphe final de Jérusalem.

### L'évolution du plan au cours des siècles
L'architecture fondamentale du livre a été établie au Ve siècle av. J.-C. Différents compléments y sont encore apportés, d'abord dans l'esprit de la réforme religieuse d'Esdras (par exemple 44,9-20), puis à l'époque hellénistique en lien avec la polémique antisamaritaine et avec l'espérance du grand rassemblement des juifs de la diaspora, et enfin dans une perspective proche de l'apocalyptique.

### Controverse sur la multiplicité des auteurs
La représentation du livre d'Ésaïe en tant qu'assemblage de textes de plusieurs auteurs ayant vécu à des périodes différentes est sujette à débat.
Les principaux arguments invoqués contre cette théorie sont :
- Une remise en cause de la variation du style littéraire comme preuve de plusieurs coauteurs : de nombreux auteurs voient leur style considérablement évoluer au cours de leur vie, il n'y a pas de raison qu'un tel phénomène ne puisse pas s'appliquer à Ésaïe également.
- Une mise en avant de multiples éléments de langage se retrouvant dans les deux parties et plaidant pour une unicité du texte. Des successeurs admiratifs du Proto-Ésaïe auraient cependant aussi pu choisir d'imiter certains aspects de son langage, mais il serait alors étrange que cette caractéristique ne se retrouve que dans ce livre et pas chez d'autres auteurs postérieurs à Ésaïe.
- Des références contextuelles rentrant en contradiction avec l'idée d'un auteur postexilique ou se trouvant à Babylone durant l'exil. Exemples : on retrouve même dans la seconde partie du livre une dénonciation de l'idolâtrie du peuple hébreux (Ésaïe 44:9-20). Plusieurs auteurs postexiliques tels que Agée, Zacharie, Malachie, Esdras ou Néhémie semblent pourtant confirmer un abandon de cette pratique à partir de la libération du peuple juif de son exil à Bablyone. Il ne pourrait donc pas y avoir de Deutéro-Ésaïe ayant vécu à cette période-là pour en parler. De même, Ésaïe 57:7 fait référence au culte des hauts-lieux, incompatible avec la géographie plate aux alentours de Babylone. Le texte ne pourrait donc pas avoir été écrit durant l'exil non plus.
- Les supposées différences de théologie ne poseraient aucune contradiction qui auraient permis d'imaginer la présence de plusieurs auteurs dans le texte.
- Les textes du Deutéro-Ésaïe et Trito-Ésaïe sont considérés comme étant particulièrement remarquables dans la culture juive, plusieurs auteurs importants le citant comme une référence : Matthieu (Matthieu 12:17-18), Luc (Luc 3:4) ou Jean (Jean 12:38-41) en sont des exemples. Il semble alors peu probable que le nom d'un auteur aussi influent ait été complètement oublié, d'autant lorsqu'il y a une attention importante dans le fait de nommer les prophètes dans la tradition juive. Des auteurs anonymes à l'origine de certains morceaux du texte semble rentrer en contradiction avec cette constatation.
- Les textes postexiliques présentent des différences de langage avec les écrits préexiliques, notamment avec l'incorporation d'éléments linguistiques babyloniens. Pourtant, le livre d'Ésaïe n'en porte pas trace, même sur les parties présumées postexiliques.

#### Prophéties et naturalisme
Ésaïe est reconnu comme un prophète important dans le judaïsme et le christianisme. Le livre d'Ésaïe, traditionnellement daté du VIIIe siècle av. J.-C., présente alors de multiples allusions à des éléments futurs. Le cas le plus frappant est probablement la mention du roi Cyrus (Ésaïe 44:28 et 45:1) comme libérateur des juifs, un événement précis qui n'interviendra qu'environ 150 ans plus tard.
Une série de théologiens chrétiens, parmi lesquels Wilhelm Gesenius, Carl Paul Caspari ou encore Franz Delitzsch ont soutienu que la pure analyse historique des textes renvoie de manière plus probable à un seul Ésaïe (le Proto-Ésaïe) ayant vécu au VIIIe siècle av. J.-C.. Selon eux, l'analyse libérale impliquant plusieurs auteurs à des périodes différentes s'appuierait sur des arguments moins solides. Une lecture naturaliste des textes ne pouvant cependant pas admettre la possibilité pour un individu d'avoir des visions d'avenir, l'hypothèse de plusieurs Ésaïe aurait alors été motivée par une volonté de résoudre ce phénomène dans un cadre de pensée naturaliste (des Deutéro- et Trito-Ésaïe postérieurs auraient alors parlé des événements après qu'ils se sont déjà produits). Selon ce point de vue, nous aurions une démarche de critique textuelle plus solide qui amènerait à un résultat irrecevable selon la méthode scientifique (possibilité de prophétie) et une démarche s'autorisant davantage d'extrapolations (hypothèse des 3 Ésaïe) qui se justifierait cependant par sa capacité à atteindre un résultat plausible selon une perspective naturaliste (il n'y a pas de prédiction d'avenir). Selon le théologien évangélique Gleason L. Archer, la préférence d'une personne pour l'une ou l'autre des approches ne serait alors plus entièrement objective, mais conditionnée par les a priori de chacun sur la question. Qui estime plus acceptable d'avoir des faiblesses dans la démarche analytique, et qui estime plus acceptable d'avoir des contradictions entre le contenu du texte et les observations scientifiques sur le domaine de la prémonition ? Les convicitions et les croyances personnelles sur le sujet seraient alors décisives.
Le théologien Joseph Addison Alexander affirmait sur le sujet de ces a priori "He who rejects a given passage of Isaiah, because it contains definite predictionsof a future too remote from the times in which he lived to be the object of ordinary human foresight, will of course be led to justify this condemnation by specific proofs drawn from the diction, style or idiom of the passage, its historical or archeaological allusions, its rhetorical character, its moral tone, or its religious spirit. On the discovery and presentation of such proofs, the previous assumption, which they are intend to sustain, cannot fail to have a wraping influence." Ceci peut être traduit de la manière suivante : "Celui qui rejette un passage donné d'Ésaïe, parce qu'il contient des prédictions précises d'un avenir trop éloigné de l'époque où il vivait pour être l'objet d'une prévoyance humaine ordinaire, sera naturellement amené à justifier cette condamnation par des preuves spécifiques tirées du genre, du style ou de la tournure du passage, de ses allusions historiques ou archéologiques, de son caractère rhétorique, de sa tonalité morale, ou de son esprit religieux. La découverte et la présentation de telles preuves ne peuvent manquer d'envelopper l'hypothèse antérieure, qu'elles visent à soutenir."
En conclusion, les caractéristiques particulières du livre d'Ésaïe encouragerait un positionnement clivant conscient ou inconscient des chercheurs. Les croyances personnelles conditionneraient l'analyse par le biais du positionnement préalable, créant alors une controverse dont les fondements sont scientifiques et également philosophiques.

## Interprétation chrétienne du messianisme
Le Livre d'Isaïe contient plusieurs textes que le Nouveau Testament et la tradition chrétienne interprètent comme des annonces du Messie. Isaïe est donc censé avoir prononcé des « oracles messianiques ». Il faut pourtant remarquer que le mot mashia'h – « messie », « christ », c'est-à-dire : « oint » – n'apparaît qu'une seule fois dans l'ouvrage, et à propos de Cyrus (45,1). Trois principaux oracles sont mis en avant :
1. L'oracle d'Emmanuel (7,10-17) est discuté. Le texte annonce la naissance d'un nouveau roi, dont le nom Emmanuel (Dieu est avec nous) est un programme. Toutefois, les exégèses trouvent difficile d'attribuer ces paroles à l'Isaïe du VIIIe siècle av. J.-C.
2. Le poème du chapitre 9, qui célèbre la fin de l'oppression étrangère et la naissance d'un prince (en fait son sacre), semble être un chant de couronnement royal, dans la ligne du psaume 2.
3. Le poème du chapitre 11 pourrait être une pièce rédactionnelle célébrant Josias[15].

Les chrétiens interprètent ces trois oracles comme des prophéties concernant Jésus-Christ. Ils considèrent également que le serviteur souffrant des « Chants du Serviteur » (42,1-9 ; 49, 1-7 ; 50,4-11 ; 52,13-53,12) annonce la Passion de Jésus-Christ.

## Archéologie

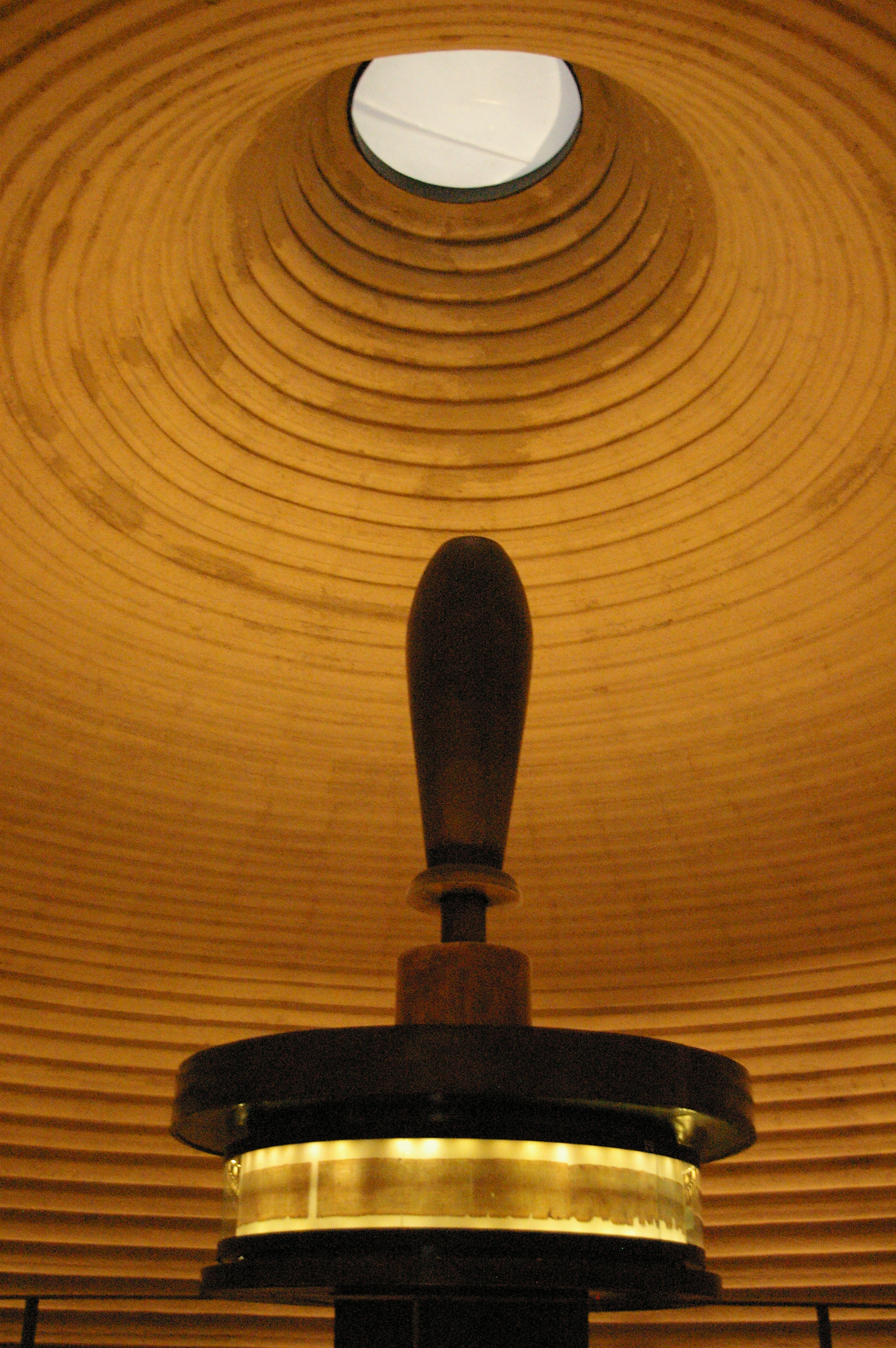
Copie du rouleau d'Isaïe exposée au sanctuaire du Livre du musée d'Israël.

La plus ancienne version connue du Livre d'Isaïe est l'un des manuscrits de la mer Morte. Composée de dix-sept feuillets de cuir cousus ensemble, elle mesure 7,34 mètres de long. Y est retranscrite en hébreu, sur cinquante-quatre colonnes, l'intégralité des soixante-six chapitres du Livre d'Isaïe. Copiée vers le IIe siècle av. J.-C., elle est l'un des plus anciens textes du Tanakh (Bible hébraïque) connus à ce jour. Cela permet de comparer les versions actuelles à la plus ancienne version connue.

## Versions en ligne
- Isaïe en hébreu, français, anglais, sur  Sefarim, avec moteur de recherche en chaque langue
- Iesha'yahou dans la traduction d'André Chouraqui
- Nombreuses versions d'Ésaïe sur Lexilogos